# Woodbridge (Connecticut)
Woodbridge è un comune di 33.089 abitanti degli Stati Uniti d'America, situato nella Contea di New Haven nello Stato del Connecticut.